# Vincent Youmans
Vincent Youmans (ur. 27 września 1898 w Nowym Jorku, zm. 5 kwietnia 1946 w Denver) – amerykański kompozytor muzyki rozrywkowej.
W 1921 (wraz z Paulem Lanninem) napisał swój pierwszy musical Two Little Girls in Blue. Inne znane musicale: No, No, Nanette (1925), Wildflower (1923), A Night Out (1925), Rainbow (1928), Great Day (1929).
W 1933 napisał muzykę do znanego filmu z Fredem Astaire’em i Ginger Rogers Flying Down to Rio (pol. tytuł – Carioca).
Najpopularniejsze kompozycje: "Tea for Two" (1924), "I Want to Be Happy" (1925), "Hallelujah" (1927), "Sometimes I'm Happy" (1927), "Without a Song" (1929), "More Than You Know" (1929), "Time on My Hands" (1930), "Orchids in the Moonlight" (1933), "Carioca" (1933).